# 沙勒维尔
沙勒维尔（法語：Charleville，法語發音：[ʃaʁləvil]）是法国马恩省的一个市镇，属于埃佩尔奈区。

## 地理
沙勒维尔（48°48'44"N, 3°40'2"E）面积17.67 平方千米，位于法国大東部大區马恩省，该省份为法国东北部内陆省份，北起阿登省，西北接埃纳省，西南接塞纳-马恩省，南至奥布省，东南接上马恩省，东临默兹省。
与沙勒维尔接壤的市镇（或旧市镇、城区）包括：布瓦西勒勒波、科尔费利、莱塞萨尔莱塞扎讷、勒戈-苏瓦尼、拉希、沙勒维尔新城。

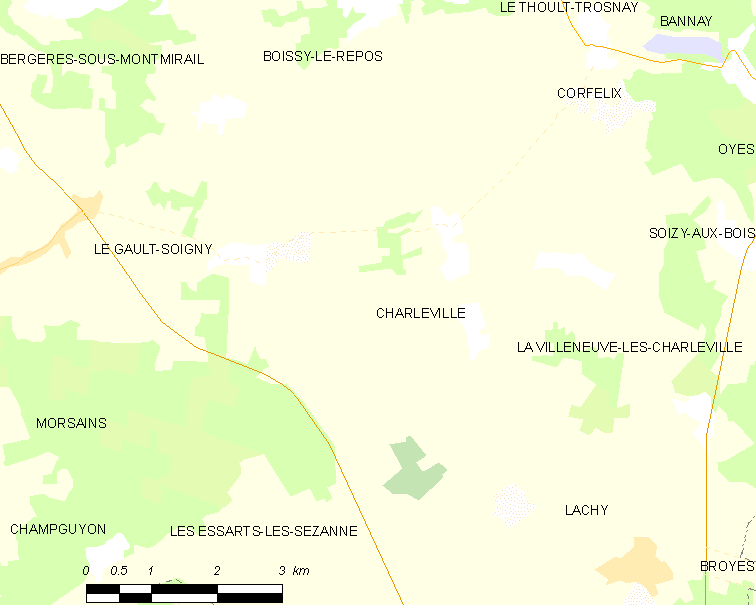
沙勒维尔的OSM定位图

沙勒维尔的时区为UTC+01:00、UTC+02:00（夏令时）。

## 行政
沙勒维尔的邮政编码为51120，INSEE市镇编码为51129。

## 政治
沙勒维尔所属的省级选区为塞扎讷-布里-香槟县。

## 人口

1962-2008年间沙勒维尔人口变化图示

沙勒维尔于2022年1月1日时的人口数量为260人。